# 55576 Амік
 55576 Амік (англ. 55576 Amycus)  — одне з небесних тіл, відомих як кентаври.

## Відкриття
Відкритий 8 квітня 2002 року в рамках Програми стеження за навколоземними астероїдами (Near Earth Asteroid Tracking — NEAT) у Паломарській обсерваторії, отримав тимчасову назву 2002 GB10.
Отримав офіційну назву Амік — за ім'ям одного з персонажів давньогрецької міфології — Аміка (грец. Άμυκος) — один із кентаврів, син Посейдона й Мелії, володар Віфінії, відзначався надзвичайною силою.

## Орбіта
55576 Амік проходить у межах 0,009 а. о. в орбітальному резонансі 3:4 з орбітою Урана, період напіврозпаду становить 11,1 мільйона років.
Кеплерівські елементи орбіти:
- ексцентриситет e — 0,39539°
- нахил орбіти i — 13,336°
- довгота висхідного вузла (☊ або Ω) — 315,59°
- аргумент перицентра ω — 239,39°
- середня аномалія М — 16,515°